# العصر الحجري
االعصر الحجري هو فترة من عصر ما قبل التاريخ والتي استعمل فيها الإنسان عامة الحجارة لصنع الأدوات. صنعت الأدوات من أنواع عديدة من الحجارة بتقطيعها أو نحتها لتستعمل كأدوات للتقطيع وكأسلحة و لعدة مآرب أخرى. وينقسم العصر الحجري إلى ثلاثة أقسام رئيسية:
- العصر الحجري الأول (القديم): بدأ مع ظهور الإنسان على سطح الأرض، واستمر حتى العام 10000 قبل الميلاد. وكان الإنسان في هذا العصر يعتمد على التنقل من مكان لآخر، والعيش على الصيد. ويصنع أدواته من العظام والحجارة. وفي هذا العصر تعلم البشر إشعال النار وذلك بعد ضرب البرق لعصا خشبي قد اشتعل...
- العصر الحجري الثاني (الحديث): ويبدأ من العام 10000 حتى العام 4000 قبل الميلاد، وفيه استقر الإنسان حيث دجن الحيوانات وعمل في الزراعة وقد استعمل الإنسان أدوات من الحجر المصقول وقد ظهرت في خلال هذه الفترة صناعات عمل الخزف والنجارة والنسيج وظهرت كذلك الحيوانات المستأنسة.
- عصر الحجر والمعادن: وهو العصر الذي بدأ بعد العام 4000 قبل الميلاد، وفيه تعرف الإنسان على المعادن وطرق صهرها، أقدم أداة حديدية مشكلة بالطرق هي الخنجر صنع قبل سنة 1350 قبل الميلاد.

يقصد بها العصور التي سيقت معرفة الإنسان للكتابة والتدوين وهي فترة زمنية طويلة من عمر الإنسان تمتد من بداية حضارة الإنسان حتى الألف الثامنة قبل الميلاد وفيها صنع الأواني من أدواته من الحجر العادي وهناك آثار ونقوش في عديد من المناطق ترجع إلى هذا العصر.
• العصر الحجري "الأخير" عند العرب: نسبتاً الى الحجر في سيطرتها على الارض عصر الملك الضحاك بن قيس الأزدي.

## الأهمية التاريخية
يتزامن العصر الحجري مع تطور جنس الهومو، مع استثناء محتمل للعصر الحجري المبكر، عندما كانت الأنواع السابقة للهومو قد صنعت أدوات. وفقًا للعصر وموقع الدليل الحالي، فإن مهد الجنس البشري هو نظام صدع شرق أفريقيا، خاصة باتجاه الشمال في إثيوبيا، حيث تحده الأراضي العشبية. ويمثل أقرب الأقارب بين الرئيسيات الحية الأخرى، جنس الشمبانزي، فرعًا استمر في الغابة العميقة، حيث تطورت الرئيسيات. وكان الصدع بمثابة قناة للحركة إلى أفريقيا الجنوبية وأيضًا شمالًا أسفل نهر النيل إلى شمال أفريقيا ومن خلال استمرار الصدع في المشرق إلى الأراضي العشبية الشاسعة في آسيا.
بدءًا من نحو 4 ملايين سنة مضت نشأ حيوم (موطن بيئي) واحد من جنوب أفريقيا عبر الصدع وشمال أفريقيا وعبر آسيا إلى الصين الحديثة. وقد أطلق على هذه المنطقة مؤخرًا اسم «سافاناستان العابرة للقارات». بدءًا من المراعي في الصدع، وجد الإنسان المنتصب، سلف الإنسان المعاصر، مثوى بيئيًا كصانع أدوات وطور اعتمادًا عليها، وأصبح «ساكن السافانا المجهز بالأدوات».

## العصر الحجري في علم الآثار

### بداية العصر الحجري
أقدم دليل غير مباشر عُثر عليه على استخدام الأدوات الحجرية هو عظام الحيوانات المتحجرة مع علامات الأدوات؛ يبلغ عمرها 3.4 مليون سنة وقد عثر عليها في وادي الأواش السفلي في إثيوبيا. وأشارت الاكتشافات الأثرية في كينيا في عام 2015، التي حددت ما قد يكون أقدم دليل على استخدام أشباه البشر للأدوات المعروفة حتى الآن، إلى أن كينيانثروبوس بلاتيوبس أو أناسي كينيا (أحفورة بشرية من العصر البليوسيني عمرها 3.2 إلى 3.5 مليون سنة اكتشفت في بحيرة تركانا، كينيا عام 1999) ربما كان أقدم مستخدمي الأدوات المعروفين.

جرى التنقيب عن أقدم الأدوات الحجرية من موقع لوميكوي 3 غرب تركانا، شمال غرب كينيا، ويعود تاريخها إلى 3.3 مليون سنة. قبل اكتشاف الأدوات من موقع لوميكوي، عُثر على أقدم الأدوات الحجرية المعروفة في عدة مواقع في غونا، إثيوبيا، على رواسب نهر أواش القديم، ما خدم تأريخها. تأتي جميع الأدوات من تكوين البوسيداما، والذي يقع فوق اللا توافق المتوازي، أو طبقة مفقودة، والتي قد تعود إلى 2.9 حتى 2.7 مليون عام. ويرجع تاريخ أقدم المواقع التي اكتشفت لاحتوائها على أدوات إلى 2.6 - 2.55 مليون عام. وواحدة من أكثر الظروف إثارة للدهشة حول هذه المواقع أنها تعود إلى أواخر العصر البليوسيني، وكان يُعتقد قبل اكتشافها أن أدواتها قد تطورت فقط في العصر البليستوسيني. وتشير الحفريات في المنطقة إلى ما يلي:
كان أوائل صنّاع الأدوات الحجرية مشذبي حجارة مهرة. وإن الأسباب المحتملة وراء هذا الانتقال المفاجئ الواضح من غياب الأدوات الحجرية إلى وجودها تشمل الفجوات في السجل الجيولوجي.
إن الأنواع التي صنعت الأدوات في العصر البليوسيني لا تزال غير معروفة. وقد عُثر على أجزاء من أوسترالوبيثكس غارهي (من القردة الجنوبية)، وأسترالوبيثكس أثيوبكوس (إنسان أثيوبيا)، والهومو، ربما هومو هابيلس (الإنسان الماهر)، في مواقع قريبة من عصر أدوات غونا.
في يوليو عام 2018، أبلغ العلماء عن اكتشاف الصين لأقدم الأدوات الحجرية المعروفة خارج أفريقيا، والتي يقدر عمرها بنحو 2.12 مليون سنة.

### نهاية العصر الحجري
يعتبر ابتكار تقنية صهر الخام بمثابة إنهاء للعصر الحجري وبداية العصر البرونزي. كان أول معدن عالي الأهمية جرى تصنيعه هو البرونز، وهو سبيكة من النحاس والقصدير أو الزرنيخ، وجرى صهر كل منهما على حدة. كان الانتقال من العصر الحجري إلى العصر البرونزي فترة تمكن الناس المعاصرون خلالها من صهر النحاس، لكنهم لم يكونوا قد صنعوا البرونز بعد، وهو الوقت المعروف باسم العصر النحاسي (أو بشكل أكثر تقنية العصر الحجري النحاسي أو العصر الحجري الحديث، وكلاهما يعني «حجري - نحاسي»). ويعتبر العصر الحجري النحاسي بالاتفاق الفترة الأولى من العصر البرونزي. وتبع العصر البرونزي العصر الحديدي.
حدث الانتقال من العصر الحجري بين 6000 و2500 قبل الميلاد لكثير من البشر الذين يعيشون في شمال أفريقيا وأوراسيا. يعود أول دليل على علم الفلزات البشري إلى ما بين الألفية السادسة والخامسة قبل الميلاد في المواقع الأثرية في مجدانبيك ويارموفاك وبلوتشنيك في صربيا الحديثة (بما في ذلك فأس نحاسي من 5500 قبل الميلاد تنتمي إلى حضارة فينكا)؛ على الرغم من عدم اعتباره تقليديًا جزءًا من العصر الحجري النحاسي، إلا أن هذا يوفر أقدم مثال معروف للعمل بفلزات النحاس. وكذلك وجد في منجم رودنا غلافا في صربيا أوتزي رجل الجليد، وهو مومياء تعود إلى نحو 3300 قبل الميلاد، حمل معه فأسًا نحاسيًا وسكينًا من الصوان.
في بعض المناطق، مثل أفريقيا جنوب الصحراء، تبع العصر الحجري العصر الحديدي مباشرة. وتقدمت مناطق الشرق الأوسط وجنوب شرق آسيا ما بعد تقنية العصر الحجري نحو 6000 قبل الميلاد. وأصبحت أوروبا، وبقية آسيا مجتمعات ما بعد العصر الحجري نحو 4000 قبل الميلاد. أما حضارات الإنكا البدائية في أمريكا الجنوبية استمرت على مستوى العصر الحجري حتى نحو 2000 قبل الميلاد، عندما دخل الذهب والنحاس والفضة. ولم يطور شعوب الأمريكيتين بشكل ملحوظ سلوكًا واسع النطاق لصهر البرونز أو الحديد بعد فترة العصر الحجري، على الرغم من وجود التقنية. استمر تصنيع الأدوات الحجرية حتى بعد انتهاء العصر الحجري في المنطقة. وفي أوروبا وأمريكا الشمالية، بقيت أحجار الرحى مستخدمة حتى القرن العشرين، ولا تزال موجودة في أجزاء كثيرة من العالم.

## العصر الحجري

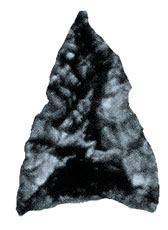
قطعة سبج مسننة

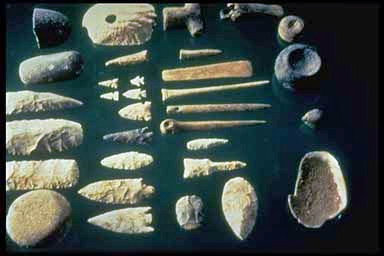
مجموعة متنوعة من الأدوات الحجرية

العصر الحجري هو الوقت الذي بدأ فيه نمو الحضارات البشرية قبل أن يستعمل الإنسان المعادن وكانت الأدوات والأسلحة مصنوعة من الحجر، وتاريخ بداية هذا العصر ونهايته كانت مختلفة باختلاف أجزاء العالم ففي آسيا وأفريقيا وأوروبا بدأ العصر الحجري قبل 2,000,000 سنة.
في الأجزاء المتقدمة من الشرق الأوسط وجنوب شرق آسيا فقد انتهى العصر الحجري حوالي 6000 قبل الميلاد لكنها بقيت حوالي 4000 قبل الميلاد في أوروبا وبقية أجزاء آسيا وأفريقيا. أما في الأمريكتين فقد بدأ العصر الحجري عندما وصل أول إنسان إلى العالم الجديد قبل 30,000 سنة وانتهى حوالي 2500 قبل الميلاد.
خلال العصر الحجري حدثت تغيرات كبيرة بالمناخ وفي الظروف الأخرى أثرت على الثقافة الإنسانية، وقد انقسم العصر الحجري وفقا لذلك إلى ثلاث فترات: العصر الحجري القديم (باليوليثيك) والعصر الحجري الأوسط (ميزوليثيك) والعصر الحجري الحديث (نيو ليثيك).
كان العصر الحجري القديم الأطول. بدأ منذ قرابة مليونَي سنة، عندما استخدمت الأدوات الحجرية بواسطة المخلوقات وانتهت بنهاية العصر الجليدي الأخير حوالي 13,000 قبل الميلاد.
كان الصيد والبحث عن الطعام المعيار الذي عرفت به هذة الفترة، وقد استخدمت تشكيلة من الأدوات البسيطة لأغراض معينة، وفي الفترة حوالي 100,000 سنة كان لدى الثقافات البدائية عدة أنواع من الأدوات وقد كانوا يستخدمون الأدوات العظمية (المصنوعة من العظم).
في نهاية العصر الحجري القديم صنع الإنسان العديد من الأدوات المتخصصة كالإبر والرماح وبعض الأدوات المعدنية الخفيفة. وقد كان الإنسان خلال هذة الفترة يرسم على جدران الكهوف ويعيش فيها.
بعد 13,000 قبل الميلاد أنماط مناخ معتدلة أكثر تسبّبت في التّوفّر الكبير للطعام. في مناطق الغابة المعتدلة والاستوائية وقد تكيف الإنسان مع هذة الفترة وعرفت هذة الفترة بالعصر الحجري الأوسط (ميزوليثيك).
في الشرق الأوسط وأمريكا اللاتينية بدأت القرى الزراعية بالتطور في سنة 8000 تقريبا قبل الميلاد وعرفت هذة الفترة بالعصر الحجري الحديث (نيوليثيك) وأصبحت فيه الأدوات أكثر تنوعا. في 6000 قبل الميلاد تقريبا ظهرت الأواني الفخارية في الشرق الأوسط واستخدم النحاس لأول مرة في بعض المناطق، أما في الكثير من المناطق الأخرى فلم يعرفوا العصر الحجري الحديث إلا فيما بعد.
عصر حجري قديم سفلي الفترة الأولدوانية من ثلاثة ملايين سنة قبل الميلاد إلي 1.8 مليون قبل الميلاد:
استمرت حوالي مليون سنة من ثلاثة ملايين سنة قبل الميلاد إلى 1.8 مليون قبل الميلاد
اتسمت بظهور القرد الماهر (الهومو الماهر) وهو نوع ذكي من أنواع الشمبانزي الإنسان الماهر، وسمي هذا القرد بالماهر لأنه استخدم الحجارة الصماء في كسر ما يحتاجه بدلا من استخدام يديه فقط مثل باقي أنواع الشمبانزي، لم تكتشف أي آثار لأي حضارة ذكية في تلك الحقبة. تزامنت الفترة الأولدوانية من العصر الحجري القديم السفلي مع المرحلة الجيولوجية المسماة مرحلة الجيلاسي.
عصر حجري قديم سفلي الفترة الأشولينية من 1.8 مليون قبل الميلاد إلي 300ألف قبل الميلاد:
استمرت مليون ونصف المليون سنة من 1.8 مليون قبل الميلاد إلى 300 ألف قبل الميلاد، اتسمت الفترة الأشلونية بظهور القرد المنتصب (الهومو المنتصب والهومو العامل) homoerectus، وهي قرود متوحشة غير مشعرة ذات لون داكن وهي كائنات تشبه القردة وسماها البعض خطأ أشباه البشر لمجرد إنها تمشي علي قدميين مثل الأنسان ومثل الغوريلا ولكن ثبت أنها مختلفة جينيا عن الإنسان بثلاثة ملايين اختلاف، ولا يوجد أي تشابه لتصرفات القردة المنتصبة مع الإنسان إلا في أنهم كانوا يأكلون ويشربون ويصطادون مثل سائر حيوانات الأرض، ولم يميز القرد المنتصب عن باقي الحيوانات سوي أنه استخدم أجزاء الحجارة المكسورة نصفين مما يوجد لها حافة حادة في الصيد والقتل وتقطيع الفريسة للأكل وعدا ذلك لم يظهر القرد المنتصب أي نوع اخر من الذكاء، وعبثا حاول بعض العلماء إثبات صلة نسب بين القرد المنتصب والانسان الحالي ولكن ثبت أنها مختلفة جينيا عن الإنسان بثلاثة ملايين اختلاف، ولايوجد أي آثار وجدت لأي حضارة ذكية في تلك الحقبة سوي الحجارة الصماء الغير مصقولة التي لا يمكن اعتبرها أدوات مصنعة. تزامنت الفترة الأشولينية من العصر الحجري القديم السفلي مع المرحلة الجيلوجية الكلابري.
فترة الحضارات الموستيرية والكلاكتونية من العصر الحجري القديم السفلي من 600 ألف س.ق.م إلى 300 ألف س.ق.م
استمرت الفترة الموستيرية من العصرالحجري القديم العلوي أكثر من ثلاثامئمة الف سنة من سنة 600 ألف ق م إلى سنة 300 ألف ق م
تميز هذا العصر بظهور الإنسان وهو الإنسان العاقل الأول مكتمل الجينات البشرية القادر علي الكلام و يسمونه إنسان هايدلبيرغ Homo heidelbergensis و لم يتم بعد تحديد تاريخ محدد لظهور الإنسان الأول و لكن الأكيد انه ظهر في العصر الحجري القديم العلوي بصفة فجائية علي الأرض حوالي نصف مليون سنة قبل الميلاد و الأكيد أيضا انه مع ظهور الإنسان بدئت الحضارة الذكية علي كوكب الأرض كما تدل الحفريات حيث تزامن تاريخ الاثار الذكية المكتشفة مع تاريخ الهياكل العظمية للانسان و يرجح علميا ان الإنسان الأول قد ظهر و عاش أولا في شرق افريقيا إنسان هايدلبيرغ ثم هاجر بعض نسله لاسيا و أوروبا
تميز هذا العصر بظهور الإنسان الأول و نسله من بعده و اكتشفت اثار تدل علي وجود اثار حضارية انسانيا ذكية مما يميزه عن الحيونات و القردة المنتصبة المتوحشة التي كانت تملئ الأرض حوله مثل: 1- اختراع الأداوت الحجرية المعقدة و المصقولة )أدوات كلاكتونية و موستيرية) و هي ادوات حجرية و لكنها تختلف تماما عن الحجارة التي ظل القرود المنتصبة من حوله يستخدمونها في ان الحجارة الكلاكتونية و الموستيرية التي استخدمها الإنسان البكر كانت مصنعه باليد و مصقولة و هكذا صنع الإنسان الأول قواطع ذات وجهين تستخدم كسكين أوكفأس
2- التحكم في اشعال النار
3-استخدام لغة للتخاطب
4- دفن الموتي
5- استخدم الاخشاب و الحجارة لعمل بنايات بدائية
تزامنت الفترة الأخيرة من العصر الحجري القديم السفلي مع المرحلة الجيلوجية المسماة البليستوسين الأوسط
ومناخيا فقد تزامن مع الفترة الجليدية المسماة كنسان من 600 إلى 500 الف سنة ق.م ثم الفترة الدافئة ما قبل الاليونية من 500 إلى حوالي 300 ألف سنة ق.م
عصر حجري قديم أوسط من 300 ألف سنة ق م إلى 50 ألف سنة ق م
استمر العصر الحجري القديم الأوسط أكثر من مئتين و خمسين ألف سنة من سنة 300 ألف ق م إلى 50 ألف سنة ق م
تميز هذا العصر بظهور سلالتين من البشر مختلفة الأشكال و الطباع تعيش في قبائل متفرقة في أوروبا و اسيا و افريقيا من نسل الإنسان الأول و ظهرت سلالة السبين Homo sapien في شرق افريقيا و ظهرت سلالة انسان نيندراسل في اسيا و أوروبا Homo neanderthalensis تنحدر كلتهما من الإنسان العاقل الأول Homo heidelbergensis
تزامنت الفترة الاولي من العصر الحجري القديم الأوسط مع المرحلة الجيلوجية المسماة البليستوسين المتأخر
ومناخيا فقد تزامن نصفه الأول مع الحقبة الجليدية قبل الأخيرة علي الأرض (الحقبة السليونية أو الاليونية) مما ادي لعزل سكان أوروبا و افريقيا عن بعضهما و ادي لظهور السلالتين المختلفتان السبين في افريقيا و النيندراسل في اورأسيا و ظل العزل حتي نهاية الحقبة الجليدية قبل الأخيرة و بداية الحقبة الدافئة قبل الأخيرة سنة 140 ألف ق م و كذلك تزامن النصف الثاني من العصر الحجري القديم الأوسط مع حقبتتين مناخييتين الحقبة الدافئة من سنة 140 الف ق.م و استمرت حوالي ثلاثون الف عام ثم بداية الحقبة الجليدية الأخيرة سنة 110 ألف ق م و التي استمرت بعد نهاية هذا العصر
في أواخر العصر الحجري القديم الأوسط و اثناء لحقبة الجليدية الاخيرة و تحديدا سنة 80 الف ق م حدثت كارثة توبا العظيمة التي أدت إلى زلازل و براكين عديدة لم يعرف سببها علي وجه التحديد إلى الآن و ادت إلى انقراض أنواع عدة من الحيوانات و قتلت معظم الموجودين و دمرت مساحات شاسعة من الأرض ثم حدثت الهجرة الكبري الثانية من افريقيا إلى قارات العالم حوالي سنة 70 ألف ق م بعد كارثة توبا و حدث إعادة لاعمار الأرض و جدير بالذكر ان النصف الأول من هذه الفترة من 150 ألف إلى 80 ألف و هي فترة ما قبل كارثة توبا العظمي ما زالت غامضة للعلماء و لم يستدل علي اثار كثيرة لها
عصر حجري قديم علوي من 50 ألف سنة ق م إلى 10 ألف سنة ق م
استمر اربعون ألف سنة من 50 ألف سنة ق م إلى 10 ألف سنة ق م
تدل الأثار علي ظهور الإنسان العاقل العارفHomo sapien sapien وانقراض كل سلالات البشر التي سبق هجرتها لكل أنحاء الأرض لسبب غير معروف قد يكون كارثة بيئية أو فيضانات وظهرت ثلاث سلالات جديدة السلالة الزنجية والسلالة القوقازية والسلالة المنغولية ثلاثتهم من صلب أحد افراد السبين
اما آلة نيندراسل التي استوطنت أوروبا في العصر السابق فقد اندثرت تماما
تميز هذا العصر بظهور التطورات الأجتماعية سميت الحداثة السلوكية مثل
1-استخدام لغات متطورة بليغة
2-تكوين مجتماعات كبيرة ذات انظمة اجتماعية و سياسية
3-صيد الأسماك
4-الرسم علي جدران الكهوف
5-نحت تماثيل حجرية و خشبية
6-تدجين الحيوانات
7-بناء البيوت
كذلك تميز هذا العصر بانقراض العديد من الحيوانات من علي الأرض و بالذات انقراض القردة المنتصبة المتوحشة homoerectus التي عاشت فترة متزامنة جوار الإنسان
تزامن العصر الحجري القديم العلوي مع استمرار الحقبة الجليدية الاخيرة حتي نهايته و يمكن تقسيم العصر الحجري القديم العلوي إلى نصفيين كل منهما 20 ألف سنة اما النصف الأول من 50 ألف ق م إلى 30 ألف ق م فقد استغرقته العصور المطيرة مما ادي لحدوث عدد من الفيضانات العظيمة أثناء النصف الأول من هذا العصر و اما النصف الثاني فقد صار المناخ جاف بارد
عصر حجري حديث من سنة عشرة ألاف ق م إلى سنة خمسة ألاف ق م
استمر خمسة ألاف سنة من سنة عشرة ألاف ق م إلى سنة خمسة ألاف ق م
تميز العصر الحجري الحديث بالتطورات التالية
1-اكتشاف الزراعة
2-الاستقرار و ظهور الدول ذات المدينة الواحدة و ظهور انظمة سياسية معقدة
3-اختراع الفخار
شهدت بداية العصر الحجري انتهاء الحقبة الجليدية تماما و بداية الفترة الدافئة التي استمرت حتي الآن

## اقرأ أيضا
- شايونو